# Tubarão-albafar
O tubarão-albafar (Hexanchus griseus) é uma espécie de tubarão da ordem Hexanchiformes.
Pode atingir oito metros de comprimento e chegar a pesar seiscentos quilos.
Está associado a habitats marinhos de recife, até 2300 metros de profundidade.
Ocorre em zonas subtropicais.
Pouco se sabe sobre a espécie, mas é certo que nada, também nos Açores e na Madeira, a uma profundidade não superior a 100m. Essa é uma das evidências de que ainda existe uma vasta área cinzenta no que se sabe do tubarão albafar: não seria de esperar encontrar membros da espécie abaixo dos 100m, mas este tubarão foi filmado a cerca de 1000m de profundidade e há relatos de capturas a 2500m.

## Outras designações
- Cabo Verde:
  - Albafora
  - Albafar
  - Olho-verde
- Portugal:
  - Albafar (Açores e Madeira)
- Brasil:
  - Cação-bruxa
- Moçambique:
  - Canhabota cinzenta